# Platypalpus ceylonensis
Platypalpus ceylonensis är en tvåvingeart som beskrevs av Axel Leonard Melander 1928. Platypalpus ceylonensis ingår i släktet Platypalpus och familjen puckeldansflugor.
Artens utbredningsområde är Sri Lanka. Inga underarter finns listade i Catalogue of Life.